# 千鳥ヶ浜 (愛知県)

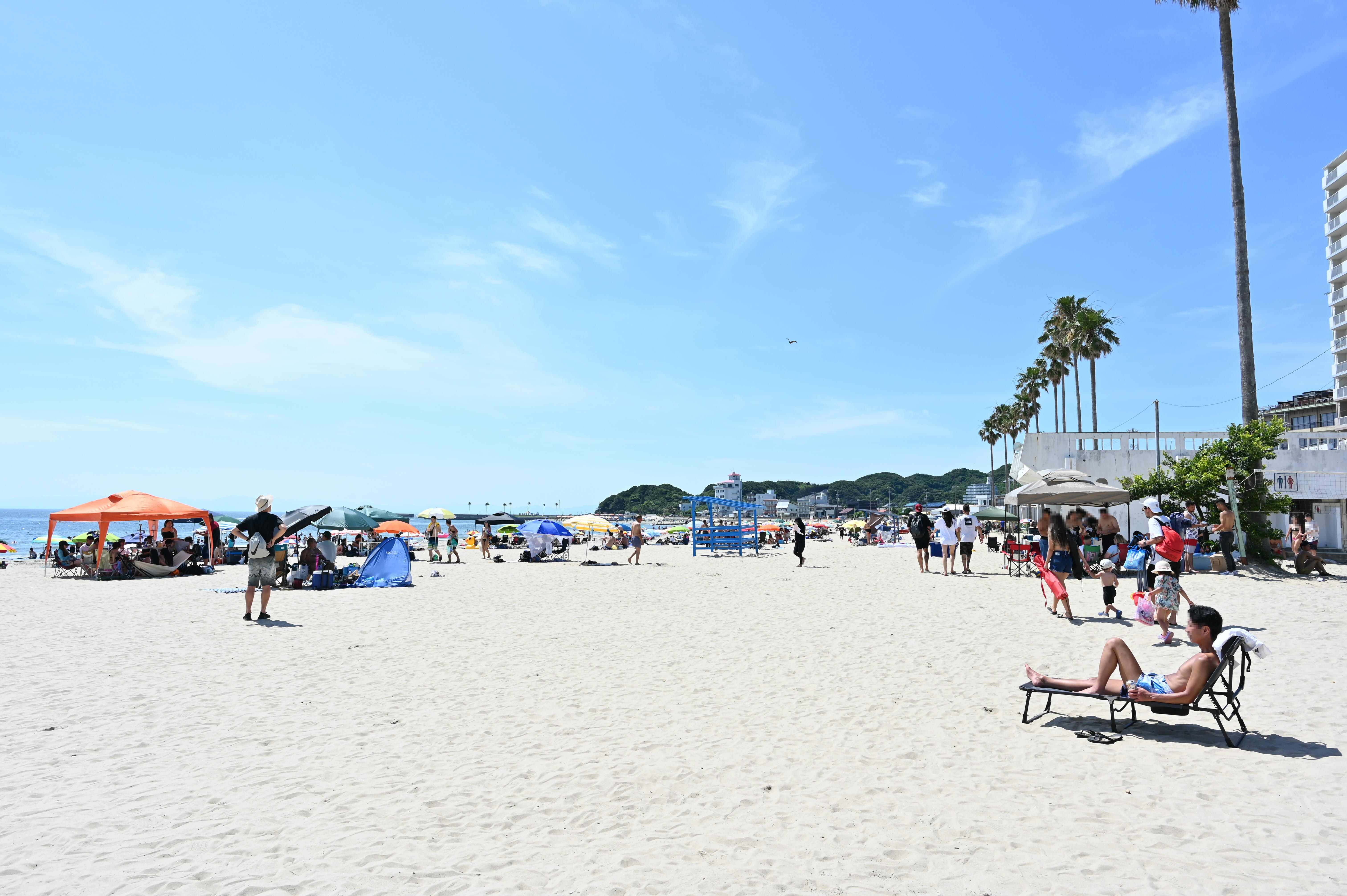
千鳥ヶ浜

千鳥ヶ浜（ちどりがはま）は、知多半島西側の伊勢湾に面した砂浜海岸。愛知県知多郡南知多町大字内海にある。
千鳥ヶ浜を中心とした一帯の海岸には夏季に内海海水浴場が開設されており、同海水浴場は東海地区最大の海水浴場、および愛知県でも屈指の夏の行楽地であるとも報じられている。2020年（令和2年）時点では年間25 - 30万人が訪れる海水浴場と報じられている。

## 特徴
世界で最も砂の粒が小さい浜とされる。海水浴場としての歴史は明治時代に始まり、今日では年間40万人もの人が訪れる。弓状に続く美しい砂浜は、1996年（平成8年）「日本の渚百選」に選定された。海岸線は2キロメートルほどで、 愛知県公園緑地課は海岸の景観の美しさを指して「東海随一」と評されるとしている。
内海海水浴場は1970年代から1980年代にかけて年間100万人の観光客が訪れていたが、レジャー志向の多様化、バブル経済期の各地の大型レジャー施設の開業によって観光客が減少、2004年（平成16年）時点では観光客数はピーク時の約半分に落ち込んでおり、ホテル・旅館の相次ぐ廃業が問題となっていたことから、町や地元住民は内海海水浴場や町の活性化を目指し、海水浴のオフシーズンの観光の目玉として温泉やフグ料理で売り出したり、千鳥ヶ浜の中心部に県内では初となるビーチバレーの常設コート2面を設置したりなどの集客策を取っている。
海水浴場開設期間中には半田警察署の詰所が設置される。

## 交通アクセス

### 公共交通機関
- 名鉄知多新線 内海駅下車、南へ徒歩で約15分。内海駅から海岸までの道の距離は約1 kmである[3]。
- 名鉄河和線 河和駅または内海駅から海っ子バス内海経由師崎港行きに乗車、「内海海岸」バス停下車、徒歩で約5分。

### 自家用車
- 南知多道路 南知多ICから約5 km、所要時間約10分。